# Daniil Trifonov
Pour les articles homonymes, voir Trifonov.
Répertoire
- Concerto pour piano no 2 de Rachmaninov
- Concerto pour piano no 3 de Rachmaninov
- Frédéric Chopin

Daniil Trifonov (en russe : Даниил Трифонов) est un pianiste et compositeur russe, né le 5 mars 1991 à Nijni Novgorod (Union soviétique). Il a remporté le premier prix de piano au quatorzième Concours Tchaïkovski en 2011 et le troisième prix au seizième Concours de piano Frédéric Chopin.

## Biographie
Daniil Olegovitch Trifonov (en russe : Даниил Олегович Трифонов) est né le 5 mars 1991 à Nijni Novgorod (RSFS de Russie). Il a commencé l'apprentissage de la musique à l'âge de 5 ans. À 9 ans, il est entré à l'Académie russe de musique Gnessine de Moscou, où il a étudié dans la classe de Tatiana Zelikman jusqu'en 2009. Cette même année 2009, il a intégré la classe de piano de Sergei Babayan au Cleveland Institute of Music.
Remportant dès l'âge de 8 ans un premier prix au Concours de Jeunes Pianistes Artobolevskaya à Moscou, Daniil Trifonov s'est au fil du temps distingué dans de nombreux concours internationaux de piano, jusqu'à la saison 2010-2011, au cours de laquelle il a obtenu successivement le 3e prix du Concours Chopin à Varsovie, le 1er prix du Concours Arthur Rubinstein de Tel Aviv et le 1er prix du Concours international Tchaïkovski de Moscou. En outre, il remporte le grand prix (toutes catégories confondues) remis par Valery Gergiev.
À l'occasion des deux tournées des lauréats des Concours Chopin et Concours Tchaïkovski, Daniil Trifonov s'est fait connaître à travers le monde, tant en Europe qu'en Amérique ou en Asie.
Il a notamment déjà eu l'occasion de jouer avec l'Orchestre du Théâtre Mariinsky, l'Orchestre national de Russie, l'Orchestre symphonique de Londres, l'Orchestre philharmonique de Radio-France, l'Orchestre philharmonique de Varsovie, l'Orchestre philharmonique d'Israël, le Sinfonia Varsovia et l’Orchestre symphonique de Shanghai.
Martha Argerich l'a particulièrement remarqué lors du Concours international de piano Frédéric-Chopin à Varsovie. Elle explique :

« La nuit dernière, je l'ai écouté à nouveau sur YouTube. Il possède tout et plus encore. Ce qu'il fait avec ses mains est techniquement incroyable. […] Je n'ai jamais entendu quelque chose de semblable. »

## Prix et récompenses
- 1999 : Concours de Jeunes Pianistes Artobolevskaya à Moscou (Russie) – Premier prix.
- 2003 : Concours international à la mémoire de Mendelssohn à Moscou (Russie) – Premier prix.
- 2003 : Concours Télévisé international de Jeunes Musiciens à Moscou (Russie) – Grand prix.
- 2008 : 4e Concours international de piano Alexandre Scriabine de Moscou (Russie) – Cinquième prix.
- 2008 : Concours international de piano de la république de Saint-Marin – Premier prix et prix spécial de la meilleure performance dans l'œuvre originale de Chick Corea[5].
- 2010 : Concours international de Piano Frédéric Chopin à Varsovie (Pologne) – Troisième prix et prix de la meilleure performance dans une mazurka.
- 2011 : Concours international de piano Arthur Rubinstein à Tel Aviv (Israël) – Premier prix, prix de la meilleure performance en musique de chambre, prix de la meilleure performance dans une pièce de Chopin et prix du public[6].
- 2011 : Concours Tchaïkovski à Moscou (Russie) – Premier prix et Grand Prix (toutes catégories confondues), prix pour la meilleure performance dans un concerto de chambre[7].
- 2017 : Prix Herbert-von-Karajan[8].

## Discographie
Chez Deutsche Grammophon (depuis 2015) :
- 2015 : Rachmaninov, Rhapsodie sur un thème de Paganini, Variations sur un thème de Chopin, Variations sur un thème de Corelli, Orchestre de Philadelphie, Nézet-Séguin.

- 2016 : Liszt, Douze études d'exécution transcendante, Grandes études de Paganini.

- 2017 : Rachmaninov, Deux trios élégiaques.

- 2017 : Chopin, Concerto pour piano no 1, Concerto pour piano no 2, Orchestre de chambre Mahler, Pletnev; Mompou, Variations sur un thème de Chopin.

- 2017 : Schubert, Quintette en la majeur.

- 2018 : Rachmaninov, Concerto pour piano no 2, Concerto pour piano no 4, Orchestre de Philadelphie, Nézet-Séguin.

- 2019 : Rachmaninov, Concerto pour piano no 1, Concerto pour piano no 3, Orchestre de Philadelphie, Nézet-Séguin.

- 2020 : Stravinsky, Sérénade en la; Prokofiev, Sarcasmes, Sonate pour piano no 8, Concerto pour piano no 2 ; Scriabine, Concerto pour piano, Orchestre Mariinsky, Gergiev.

- 2021 : Bach, L'Art de la fugue; J.C.F. Bach,  Variations sur « Ah ! vous dirai-je, maman »; J.C. Bach, Sonate pour piano no 5.

- 2022 : Berg; Schumann; Wolf; Chostakovitch; Brahms, avec Matthias Goerne

- 2024 : Rachmaninov, Suite no 1 et Suite no 2, Danses symphoniques. En duo avec Sergei Babayan.

- 2024 : «My American Story : North», Gershwin concerto pour piano en fa; Bates concerto pour piano; Adams; Copland; Corigliano; Grusin; Newman.

## Composition
- 2016 : Concerto pour piano en mi bémol mineur[9].